# Laurie Brett
Laurie Brett (Hamilton, Lanarkshire; 28 de marzo de 1969) es una actriz escocesa, más conocida por haber interpretado el personaje de Jane Beale en la serie británica EastEnders.

## Biografía
Es hija de Anne Brett. Laurie habla con fluidez el español.
Es muy buena amiga de la actriz Jill Halfpenny.
En el 2001 conoció al músico Dave Evans en una cita a ciegas, la pareja se comprometió sin embargo después de seis años terminaron en el 2007. 
En el 2009 comenzó a salir con John Milroy, la pareja anunció en enero del 2011 que estaban esperando a su primer hijo en mayo. En junio del 2011 Laurie y John tuvieron su primera hija, Erin Anne Millie Brett. Sin embargo más tarde la pareja se separó en el 2014.
Laurie comenzó a salir con Dennis Longman, la pareja se casó en el 2019.

## Carrera
Entre 1986 y 1987 realizó giras con el Circo Mágico Italiano como bailarina y asistente por México y América Central.
El 22 de junio de 2004 se unió al elenco de la exitosa serie británica EastEnders donde interpretó a Jane Beale, hasta el 27 de enero de 2012, después de que su personaje decidiera trabajar en un restaurante en Cardiff. Laurie regresó a la serie el 6 de enero de 2014. Laurie regresó como invitada a la serie el 6 de enero de 2014 y finalmente en abril del mismo año se anunció que Laurie regresaría a la serie de forma permanentemente y su última aparición en la serie fue el 23 de octubre del 2017 después de que su personaje fuera  obligado por Max Branning a irse de Walford. (al inicio Laurie había firmado un contrato para aparecer por tres años en la serie, sin embargo debido al éxito del personaje se alargó). 
En el 2007 apareció en varios videos musicales que la serie realizó para apoyar al grupo de caridad Children in Need.
En el 2010 apareció en el spinoff de la serie, EastEnders: E20 donde interpretó de nuevo a Jane. 
En febrero del 2010 concursó en el programa The Weakest Link donde participó junto a los actores Adam Woodyatt, Laila Morse, Larry Lamb, Todd Carty, Ricky Groves, John Partridge, John Altman y Charlie G. Hawkins.
En el 2012 participó en el Let's Dance For Sports Relief 2012 junto a la actriz Tameka Empson, juntas bailaron la canción de "Telephone", Laurie interpretó a Lady Gaga, mientras que Tameka a Beyoncé, quedaron en segundo lugar.
Ese mismo año se unió al elenco principal de la serie Waterloo Road donde interpreta a la maestra de inglés Christine Mulgrew, hasta ahora.

## Apoyo a obras de caridad
En febrero del 2010 concursó en el programa The Weakest Link donde ganó Laurie y donó sus ganancias a la campaña de "Cáncer de Pecho e Investigación de Alzheimer".

## Filmografía

### Series de televisión
| Año                      | Título          | Personaje                 | Notas                      |
| ------------------------ | --------------- | ------------------------- | -------------------------- |
| 2004 - 2012, 2014 - 2017 | EastEnders      | Jane Beale                | 1,099 episodios            |
| 2012 - 2015              | Waterloo Road   | Christine Mulgrew         | 69 episodios               |
| 2010                     | EastEnders: E20 | Jane Beale                | episodio # 1.2             |
| 2002                     | My Hero         | Clienta                   | episodio "Mine's a Double" |
| 1996, 1998               | The Bill        | Emma Gilmore/Irene Murray | 2 episodios                |

### Apariciones
| Año  | Programa                      | Notas                               |
| ---- | ----------------------------- | ----------------------------------- |
| 2012 | Let's Dance For Sports Relief | concursante - junto a Tameka Empson |

### Teatro
| Año | Obra                        | Personaje  | Teatro | Notas                 |
| --- | --------------------------- | ---------- | ------ | --------------------- |
| -   | Smokey Joe's Cafe (musical) | -          | -      | -                     |
| -   | The Rocky Horror Show       | Magenta    | -      | junto a Jason Donovan |
| -   | Les Miserables              | Prostituta | -      | -                     |

## Premios y nominaciones
| Año  | Categoría                                     | Premio                     | Serie      | Resultado |
| ---- | --------------------------------------------- | -------------------------- | ---------- | --------- |
| 2009 | Favourite Soap Couple (junto a Adam Woodyatt) | TV Now Awards              | EastEnders | Nominados |
| 2008 | I'm a Survivor                                | All About Soap Awards      | EastEnders | Nominada  |
| 2008 | Most Popular Actress                          | National Television Awards | EastEnders | Nominada  |
| 2007 | Soap Scrap (junto a Adam Woodyatt)            | All About Soap Awards      | EastEnders | Nominados |
| 2007 | Best Wedding Shock (junto a Adam Woodyatt)    | All About Soap Awards      | EastEnders | Ganadores |
| 2006 | Most Popular Actress                          | National Television Award  | EastEnders | Nominada  |